# Gösta Hedberg
Gösta Hedberg född 1945 i Norberg, är en svensk målare, tecknare, grafiker och yrkesmålare.
Bland hans offentliga uppdrag märks utsmyckning för Haga föreningsgård i Örebro.
Hans konst består av realistiska bilder med ett ödesmättat innehåll.
Hedberg är representerad vid Örebro läns museum, Örebro läns landsting, Västernorrlands läns landsting, Jönköpings läns landsting, Örebro kommun, Hallsbergs kommun, Ludvika kommun, Arboga kommun, Arvika kommun, Uppsala kommun och i Dortmund.